# 4-乙基苯甲醛
4-乙基苯甲醛是一种有机化合物，为苯甲醛的衍生物。可溶于乙醇。

## 合成及反应
4-乙基苯甲醛可由氯甲基化反应或Sommelet反应制备。它可以被硼氢化钠还原为4-乙基苯甲醇。

## 用途
4-乙基苯甲醛可用作食品添加剂。